# Dendrelaphis luzonensis
Espèce
Synonymes
- Dendrelaphis caudolineatus luzonensis Leviton, 1961

Dendrelaphis luzonensis est une espèce de serpents de la famille des Colubridae.

## Répartition
Cette espèce est endémique de Luçon aux Philippines.

## Étymologie
Son nom d'espèce, composé de luzon et du suffixe latin -ensis, « qui vit dans, qui habite », lui a été donné en référence au lieu de sa découverte.

## Publication originale
- Leviton, 1961 : Description of a new subspecies of the Philippine snake Dendrelaphis caudolineatus. Occasional Papers of the Natural History Museum of Stanford University, vol. 9, p. 1–6.